# 차이나 문
《차이나 문》(영어: China Moon)은 미국에서 제작된 존 베일리 감독의 1994년 네오누아르 로맨틱 스릴러 영화이다. 에드 해리스, 매들린 스토 등이 출연하였고, 배리 M. 오즈번 등이 제작에 참여하였다.
이 영화는 1991년에 촬영되었으나 3년이 소요된 뒤에야 개봉되었다.

## 출연진
- 에드 해리스
- 매들린 스토
- 찰스 댄스
- 베니시오 델토로
- 퍼트리샤 힐리
- 팀 파월
- 프루잇 테일러 빈스
- 로저 에런 브라운

## 기타 제작진
- 협력 제작: 로이 칼슨, 캐럴 킴
- 의상: 엘리자베스 맥브라이드

## 반응
리뷰 애그리게이터 웹사이트 로튼 토마토에서 40%의 지지도를 얻었다.

## 사운드트랙
- "Well, Well, Well, Baby-La"
- "Tell Me What I Want to Hear"
- "Rack 'Em Up"
- "Pink Lemonade"
- "Remember Slow Fox?"[4]